# Blockchain-Zertifikat
Ein Blockchain-Zertifikat bezeichnet die Emission eines strukturierten Finanzproduktes im Rahmen einer Blockchain.
Finanzprodukte dieser Art, sogenannte Inhaberschuldverschreibungen, werden von Emittenten begeben. Die entsprechenden Dokumente, welche eine Emission beschreiben, werden nach bisherigem Marktstandard bei Clearstream oder anderen Zentralverwahrern hinterlegt. Durch den Einsatz von Blockchain-Technologie kann der Emissionsprozess umgestaltet werden, sodass die Rolle des Zentralverwahrers von einer (öffentlichen) Blockchain übernommen wird. In der Praxis fehlte es bislang an Beispielen, die diese Möglichkeit aufzeigen. Darüber hinaus gibt es Diskussionen, ob weitere Felder im Umgang mit Zertifikaten durch die Blockchain-Technologie vereinfacht werden können.
Das weltweit erste Zertifikat in einer öffentlichen Blockchain wurde am 16. März 2018 unter englischem Recht begeben. Die Emission wurde unter Aufsicht der Financial Conduct Authority im Rahmen der FCA Sandbox durchgeführt. Emittent war die luxemburgische Zertifikateplattform CharteredOpus.